# Ненасс
Еріксон Спінола Ліма або просто Ненасс (порт. Erikson Spinola Lima / Ненасс; нар. 5 липня 1995, Кабо-Верде) — кабовердійський футболіст, півзахисник норвезького клубу «Олесунн» та національної збірної Кабо-Верде.

## Клубна кар'єра
Футбольну кар'єру розпочав у «Мінделенси». Побував на перегляді в португальському клубі «Брага», а в листопаді 2014 року — в шведському «Мальме», але в обох випадках бузуспішно.
У 2016 році захищав кольори «Волеренги II», резервної команди однойменного клубу. У вересні того ж року перейшов до КФУМа (Осло). За нову команду дебютував 11 вересня в програному (2:3) поєдинку Першого дивізіону проти «Кристіансунна», в якому вийшов у стартовому складі. 11 червня 2017 року відзначився першим голом у футболці КФУМа в домашньому нічийному (3:3) матчі проти «Аскера».
Після нетривалого переляду, 8 серпня 2017 року перейшов у «Сарпсборг 08». 17 вересня дебютував в Елітесеріен, в програному (0:5) поєдинку проти «Тромсе».
2 лютого 2018 року Ненас перейшов в «Олесунн», з яким підписав контракт до 31 грудня 2020 року. 3 квітня провів свій перший матч за нову команду, проти «Согндала» (0:0). 8 квітня він відзначився першим голом за «Олесунн», у переможному (2:1) виїзному матчі проти «Левангера».
Допоміг «Олесунну» вийти до Елітесерієн, яке відбулося за підсумками сезон 2019 року. 21 жовтня 2020 року продовжив контракт, за яким повинен залишатися гравцем клубу до 31 грудня 2022 року.

## Кар'єра в збірній
У футболці національної збірної Кабо-Верде дебютував 7 жовтня 2021 року в переможному (2:1) поєдинку кваліфікації чемпіонату світу 2022 роки проти Ліберії, в якому вийшо замість Патріка Андраде.

## Статистика виступів

### Клубна
Станом на 25 січня 2022.
| Сезон                  | Клуб                   | Чемпіонат              | Чемпіонат | Чемпіонат | Нац. кубок | Нац. кубок | Нац. кубок | Конт. кубок | Конт. кубок | Конт. кубок | Суперкубок | Суперкубок | Суперкубок | Загалом | Загалом |
| Сезон                  | Клуб                   | Змаг.                  | Матчі     | Голи      | Змаг.      | Матчі      | Голи       | Змаг.       | Матчі       | Голи        | Змаг.      | Матчі      | Голи       | Матчі   | Голи    |
| ---------------------- | ---------------------- | ---------------------- | --------- | --------- | ---------- | ---------- | ---------- | ----------- | ----------- | ----------- | ---------- | ---------- | ---------- | ------- | ------- |
| січ.-вер. 2016         | «Волеренга II»         | 2Д                     | 6         | 0         | -          | -          | -          | -           | -           | -           | -          | -          | -          | 6       | 0       |
| вер.-гр. 2016          | КФУМ (Осло)            | 1Д                     | 7         | 0         | КН         | -          | -          | -           | -           | -           | -          | -          | -          | 7       | 0       |
| січ.-сер. 2017         | КФУМ (Осло)            | 2Д                     | 14        | 1         | КН         | 3          | 0          | -           | -           | -           | -          | -          | -          | 17      | 1       |
| Загалом за КФУМ (Осло) | Загалом за КФУМ (Осло) | Загалом за КФУМ (Осло) | 21        | 1         |            | 3          | 0          |             | -           | -           |            | -          | -          | 24      | 1       |
| сер.-гр. 2017          | «Сарпсборг 08»         | ЕС                     | 1         | 0         | КН         | -          | -          | -           | -           | -           | -          | -          | -          | 1       | 0       |
| 2018                   | «Олесунн»              | 1Д                     | 24+4      | 1+0       | КН         | 1          | 0          | -           | -           | -           | -          | -          | -          | 29      | 1       |
| 2019                   | «Олесунн»              | 1Д                     | 17        | 0         | КН         | 5          | 0          | -           | -           | -           | -          | -          | -          | 22      | 0       |
| 2020                   | «Олесунн»              | ЕС                     | 14        | 0         | -          | -          | -          | -           | -           | -           | -          | -          | -          | 14      | 0       |
| 2021                   | «Олесунн»              | 1Д                     | 28        | 0         | КН         | 2          | 0          | -           | -           | -           | -          | -          | -          | 30      | 0       |
| Загалом за «Олесунн»   | Загалом за «Олесунн»   | Загалом за «Олесунн»   | 83+4      | 1+0       |            | 8          | 0          |             | -           | -           |            | -          | -          | 95      | 1       |
| Загалом                | Загалом                | Загалом                | 111+4+    | 2+0+      |            | 11+        | 0+         |             | -           | -           |            | -          | -          | 126+    | 2+      |